# Zrak
Zràk je zmes plinov, ki sestavlja ozračje Zemlje in s tem atmosfero.

## Splošno
Prostorninski deleži plinov suhega zraka so: 78,084 % dušika (N2), 20,947 % kisika (O2), 0,934 % argona (Ar) in 0,033 % ogljikovega dioksida (CO2).
Poleg tega so v zraku nahajajo še zelo majhne količine: neona (Ne), helija (He), kriptona (Kr), žveplovega dioksida (SO2), metana (CH4), vodika (H2), dušikovega oksida (N2O), ksenona (Xe), ozona (O3), dušikovega dioksida (NO2), joda (I2), ogljikovega oksida (CO) in amonijaka (NH3) ter vodnih hlapov (H2O).
Zrak lahko vsebuje 0 do 7 % vodne pare in manj kot 1 % ogljikovega dioksida. Sestava zraka se z višino spreminja, na višjih mestih je zrak redkejši. 
Zrak je prozoren, torej brez barve, nima okusa niti vonja. Je neviden. 
Kisik v zraku potrebujejo živa bitja za dihanje. Pri izdihovanju se zrak razlikuje od vdihanega zraka, saj kisik porabi organizem.

## Zračni tlak
Zračni tlak se z naraščanjem višine približno eksponentno zmanjšuje, njegovo odvisnost približno opisuje barometrska enačba. Zato imajo zrakoplovi kabine pod umetnim tlakom. Zračni pritisk znotraj zrakoplovnih prostorov je večji od zunanjega zaradi udobja potnikov in posadke, čeprav je nekoliko nižji kot na površju. Z upadanjem celotnega zračnega pritiska vseh sestavnih plinov kot tudi kisika se zmanjša delni tlak. Gorski plezalci morajo pri plezanju v visokih gorah nositi zaloge kisika, da ohranjajo stalen delni tlak v krvi.
Stisnjen zrak velikokrat uporabljajo pri vodnem potapljanju kot dihalni plin in pri napihovanju plovnih priprav.

## Zrak v mitologiji
Zrak je eden od štirih grških klasičnih elementov. V kitajski taoistični misli in sistemu petih elementov zraku nekako odgovarja ogenj (火). 
Zrak je povezan z veliko predstavami, kot je na primer barva meča v tarotu.

## Atmosfera
Izvor atmosfere je človeštvu zaradi pomanjkanja zanesljivih dokazov neznan. Znanstvene razlage z različnimi stopnjami negotovosti s pomočjo kozmologije opisujejo sočasni razvoj in nastanek atmosfere ob sami formaciji planeta zemlje. Prvobitna atmosfera naj bi predstavljala ovojnico volatilnih plinov z ekstremnimi temperaturami, ki so se sčasoma ohladili, kondenzirali in formirali zemljine oceane, preostanek pa je ostal v plinasti obliki okoli zemlje. Pogoji atmosfere v tistem času prevladujoče se sestavljene iz vodika in zelo malo kisika še niso podpirali življenja kakršnega poznamo danes. Z nadaljnim ohlajanjem zemlje in kompleksnimi kemičnimi akcijami ter reakcijami so se začeli ustvarjati pogoji za prve oblike življenja, ki so bile sicer eno celične oblike kot so npr alge, ki so s pomočjo vode, sončnega sevanja in procesa imenovanega fotosinteza oddajale kisik. Ves ta proces ohlajanja plinov, akumulacije kisika ter sočasnega razvoja bolj kompleksnih večceličnih organizmov naj bi trajal obdobje prve milijarde let zemljine starosti, po katerem naj bi se atmosfera počasi stabilizirala v stanje podobno današnjemu.
Današnja atmosfera je razdeljena na več plasti in sestavljena iz plinov, ki z višino ter spreminjanjem temperature spreminjajo svojo kemično kompozicijo, gibanje ter gostoto. Troposfera ali t.i. spodnja atmosfera je visoka od 6km nad poli pa vse do 20km nad ekvatorjem, v njej se odvija večina vremenskih pojavov. Z višino se zmanjšuje gostota plinov in s tem tudi temperatura, ki ob tropopavzi znaša v povprečju od 17 do -51 °C. Sledi stratosfera, ki se dvigne tudi 50 km nad površjem zemlje in vsebuje 19% vseh plinov atmosfere, zelo malo pa vodne pare. Največja koncentracija ozona, ki nastane z razpadanjem in formiranjem dušika ter kisika, absorbira večino ultravioličnega dela sončne svetlobe, se nahaja v višini od približno 15 pa vse do 35 km. Sledijo še plasti mezosfere (od 50 do 85 km) v kateri zgorevajo meteorji in skupaj s stratosfero predstavlja srednji del atmosfere, termosfere (od 85 do 600km) v kateri se ultravijolična energija začne absorbirati in eksosfere, ki je zunanja plast atmosfere in se rasteza tudi do 10.000 km nad zemljinim površjem ter sčasoma prehaja v vakuum vesolja.
Kompozicijo plinov v atmosferi ponavadi imenujemo zrak, ki Zemljo obkroža s pomočjo gravitacije, ščiti življenje z ustvarjanjem tlaka ter s tem dopušča nastanek in ohranjanje čiste vode, absorbira ultraviolični del sončnega sevanja, zadržuje toploto in zmanjšuje temperaturne ekstreme. »Čisti zrak« je težko definirati, ker je v naravi normalno prisotnih veliko število kemičnih komponent, ki se ob različnih višinah, geografskih ter vremenskih spremenljivkah spreminjajo a vseeno v povprečju ohranjajo večinoma enake deleže v troposferi, ki so prikazani v spodnji preglednici, kjer je suhi zrak z 99% sestavljen iz dušika ter kisika.
| Komponenta       | Simbol | Volumen % (suh zrak) | Molekularna teža g/mol | Koncentracija (ppm) |
| Dušik            | N2     | 78.08                | 28.02                  | 780 800             |
| Kisik            | O2     | 20.95                | 32.00                  | 209 500             |
| Argon            | Ar     | 0.93                 | 39.88                  | 9300                |
| Ogljikov dioksid | CO2    | 0.037                | 44.00                  | 315                 |
| Neon             | Ne     | 0.0018               | 20.18                  | 18                  |
| Helij            | He     | 0.0005               | 4.00                   | 5.2                 |
| Ozon             | O3     | 0.00006              | 48.00                  | 0.01-0.04           |
| Vodik            | H      | 0.00005              | 2.02                   | 0.5                 |
| Kripton          | Kr     | 0.0011               | 83.79                  | 1.0                 |
| Xenon            | Xe     | 0.00009              | 131.29                 | 0.008               |
| Metan            | CH4    | 0.00017              | 16.04                  | 1.0-1.2             |

Stanje atmosfere se opisuje s pojmom vremena in s tem dinamiko ter mero vročine ali hladu, vlage ali suhega stanja, jasnega ali oblačnega ter umirjenega ali bolj dinamičnega nevihtnega pojava. Večina vremenskih pojavov se odvija v spodnjem delu atmosfere ali troposfere in se opisujejo na dnevni ravni spreminjanja temperature ter aktivnosti padavin, ki nastanejo s kondenzacijo vodne pare, ki padejo na zemljo s pomočjo gravitacije. Pojem podnebja se razlikuje od vremena s časovnico, ki se jo lahko opazuje na veliko daljši ravni. Vremenski pojavi nastajajo zaradi razlike v zračnem pritisku, temperaturi in vlažnosti, ki se lahko razlikuje od enega mesta do drugega zaradi samega kota padanja sončne svetlobe, ki se razlikuje z zemljepisno širino in vpliva tudi na letne čase (temperatura se spreminja tudi z višino). Razlike temperature površine zemlje (morja in kopnega) povzročijo razlike v zračnem pritisku, ki povzročijo posledice z vremenskimi pojavi, ki imajo kompleksno dinamiko in vplivajo na druge predele sistema vremena ter s tem na človeške aktivnosti ali posledice le teh. Pod vremenske pojave štejemo veter, oblake, dež, sneg, meglo ter prašne nevihte, ki so naravnega izvora (odnašanje peska s puščav). Manj pogosti a vseeno pomembni so pojavi naravnih katastrof kot so tornadi, orkani, tajfuni ter ledene nevihte. Vremenski pojavi vplivajo tudi na pojav onesnaževanja kateri bo opisan v naslednjem poglavju, bolj podrobno pa v drugem poglavju, kjer se bo opisala sama dinamika vremenskih pojavov s prašnimi delci.